# رفيق خالد كاراى
رفيق خالد كاراى (بالتركية: Refik Halit Karay)‏ ولد في 15 مارس 1888 في إسطنبول وتوفي في 18 يونيه 1965 في إسطنبول) وهو كاتب تركى.

## حياته
ولد في إسطنبول (15 مارس 1888) وهو ابن محمد خالد بك رئيس صندوق المالية وهو من عائلة كاراكايش الذين هاجروا من بولو مودورنو إلى إسطنبول. ودرس بمدرسة الحقوق بجالاتاساراى. وعمل كموظف بوزارة المالية. وبدأ في الاجتهاد والعمل الصحفى بعد إعلان المشروطية الثانية؛ وعمل مراسل ومترجم في جريدة ترجمان الحقيقة . وبسبب كتاباته تم نفيه لأول مرة إلى سنوب ثم إلى تشوروم وانقره وبلجيكا. وعندما عاد إلى إسطنبول عمل مدرسا للغة التركية لفترة. وتم إحضاره إلى الإدارة العامة لهيئة البريد والتلغراف. وفي تلك الفترة صار عضوا في فريق حرية وائتلاف وبسبب كتاباته المعادية لحرب الاستقلال فقد عاش عمرا منفيا في بيروت وحلب داخلا في قائمة المائة بتهمة خيانة الوطن.
وقد لعبت أشعاره ورسائله التي كتبها لمصطفى كمال اتاتورك دور عظيم جدا في العفو عن قائمة المائة وخمسين. وعاد للوطن بقانون العفو. ونشر مجددا في مجلة المزاح التي أخرجها من قبل باسم ايددا .ة لأول مرة في الادب التركى أعلن عن أعماله التي عرفته في الاناضول باسمه. وذاع صيته بكتاباته في نوعى الهجاء والمزاح. وكان صاحب مكانة مرموقة بين الروائيين في القرن العشرين بتقنيته القوية ولغته السلسة البسيطة مستخدما التصاوير والاوصاف والتشبيهات في أعماله التي اعتمدت على المراقبة. رفيق خالد الذي استخدم اللغة التركية بمهارة مخالفا لكل الوان واسس إسطنبول قد أكسب الادب التركى الكثير من الأعمال. وتوفى في إسطنبول 18 يوليو1965.

## أعماله

### الروايات
- وجه إسطنبول الداخلى (1920)
- وراء الشهر(1922)
- ابنة يزيد(1939)
- العصابة(1940)
- المنفى(1941)
- المفتاح(1949)
- تلك حياتنا(1953)
- نيلجون(1950-1952)
- توجد حياة تحت الأرض(1953)
- أنثى العنكبوت(1953)
- خادمة القصر اليومية(1954)
- حبيب الالفى عام(1954)
- المرأة ذات الجسدين(1955)
- نكية النساء(1956)
- نار الملك التي في الجبل(1956)
- البرسيم ذو الاربع اوراق(1957)
- الكأس الاخير(1965)
- الشتلة التي تحب أرضها(1977)
- الخبز من اليد الماء من البحيرة(1980)
- الرابعة عشر من الشهر(1980)
- الحديقة العائمة(1981)

### القصص
- قصص الوطن (1919)
- قصص الغربة(1940)
- باثع الاشياء

العتيقة
- الغرض

المزاح
- إياك أن تنخدع تصدق تقتنع
- أقوال القنفذ
- ذكريات أجوب باشا
- وراء الشهر
- معارفى
- ساعة الواقواق

دفتر المذكرات اليومية
- طعم الماء
- بعثرة الحفنة
- أول خطوة
- ثلاثة اجيال ثلاث حيوات
- المرأة المتبرجة
- شكوى إلى الله

ذكرى
- من الباب إلى المحراب
- طول العمر(2011,1996,1990)

### المسرحيات
- الدفاع عن كانيجه
- المجنون

## وصلات خارجية
- رفيق خالد كاراى على موقع IMDb (الإنجليزية)
- رفيق خالد كاراى على موقع الموسوعة البريطانية (الإنجليزية)
- رفيق خالد كاراى على موقع قاعدة بيانات الفيلم (الإنجليزية)